# Conestoga River
Der Conestoga River (auch Conestoga Creek) ist ein 99 km langer linker Nebenfluss des Susquehanna River, der durch Lancaster County im US-amerikanischen Bundesstaat Pennsylvania fließt.
Der Conestoga River Watershed umfasst etwa 1230 km2 und speist erhebliche Mengen an Stickstoff  in den Susquehanna River ein. So betrug die eingespeiste Stickstoffmenge 2007 im Durchschnitt täglich fast 30.000 Pfund.